# Гандиа (футбольный клуб)
«Гандиа» (исп. Club de Fútbol Gandía) — испанский футбольный клуб из одноимённого города. Основан в 1947 году. Домашние матчи проводит на стадионе «Гильермо Олагю», вмещающем 6 000 зрителей. В «Примере» и «Сегунде» «Гандиа» никогда не выступала, лучшее достижение команды в «Сегунде Б» 1-е место в своей группе в сезоне 1999/00.

## Достижения
- Победитель Сегунды Б (1): 1999/00.
- Победитель Терсеры (3): 1961/62 , 1994/95, 2009/10.

## Сезоны по дивизионам
- Сегунда Б — 14 сезонов.
- Терсера — 43 сезона.
- Региональная лига — 4 сезона.

## Известные игроки и воспитанники
- Рауль Браво
- Хосе Корона

## Известные тренеры
- Хосе Мануэль Песудо